# Massimo Tataranni
Massimo Tataranni est un joueur international italien de rink hockey né en 1978. Il évolue, en 2015, au sein du Sinnus Matera.

## Palmarès
En 2015, il participe au championnat du monde de rink hockey en France.